# Guri Nikolajewitsch Sawin
Guri Nikolajewitsch Sawin, russisch Гурий Николаевич Савин, englische Transkription Gury Nikolaevich Savin, (* 19. Januarjul. / 1. Februar 1907greg. in Wessjegonsk; † 28. Oktober 1975 in Kiew) war ein sowjetischer Ingenieurwissenschaftler.

## Leben
Sawin war Sohn eines Lehrers und studierte ab 1928 in Dnepropetrowsk an der Fakultät für Mathematik und Physik. Sawin war ein Schüler von Alexander Nikolajewitsch Dinnik. Danach übernahm er den Lehrstuhl für Baustatik am Bauingenieurs-Institut in Dnepropetrowsk, den er bis 1941 innehatte. 1942 bis 1945 war er Leiter des Instituts für Felsmechanik der Akademie der Wissenschaften der Ukrainischen SSR. Er wurde Leiter der Abteilung Lwiw der Ukrainischen Akademie der Wissenschaften und war bis 1952 Dekan an der Iwan-Franko-Universität. 1952 bis 1957 war er Direktor des Instituts für Mathematik (und Vizepräsident der Akademie) und ab 1959 Direktor des Instituts für Mechanik der Ukrainischen Akademie der Wissenschaften in Kiew.
Er befasste sich mit mathematischer Elastizitätstheorie und Rheologie (zum Beispiel auch von Polymeren ab den 1960er Jahren).
1945 wurde er korrespondierendes und 1948 volles Mitglied der Ukrainischen Akademie der Wissenschaften.
Er gründete die Zeitschrift Prikladna Mekhanika (Angewandte Mechanik), die seit 1992 International Applied Mechanics heißt.
Er starb in Kiew und wurde dort auf dem Baikowe-Friedhof bestattet.

## Schriften
- Spannungserhöhung um Löcher. VEB Verlag Technik, Berlin 1956 (russisches Original Moskau 1951, englische Ausgabe Stress concentration around holes, Pergamon Press 1961)
- mit N. P. Fleishman: Rib-reinforced plates and shells. Jerusalem 1967
- Stress distribution around holes. Technical Translation NASA TT F-607, NASA, Washington DC 1970 (russische Ausgabe Kiew 1968)
- Mechanische Ähnlichkeit von Strukturen aus Stahlbeton (russisch). Kiew 1970
- Mechanik deformierbarer Körper: Ausgewählte Werke (russisch). Kiew 1979